# Bad Witch
Bad Witch är det amerikanska bandet Nine Inch Nails nionde studioalbum, utgivet den 22 juni 2018. Bad Witch är det tredje albumet i en trilogi, vilken även innefattar Not the Actual Events (2016) och Add Violence (2017).

## Låtlista
Alla låtar är skrivna och komponerade av Trent Reznor och Atticus Ross. 
| Nr           | Titel                                  | Längd |
| ------------ | -------------------------------------- | ----- |
| 1.           | Shit Mirror                            | 3:06  |
| 2.           | Ahead of Ourselves                     | 3:30  |
| 3.           | Play the Goddamned Part (instrumental) | 4:51  |
| 4.           | God Break Down the Door                | 4:15  |
| 5.           | I'm Not from This World (instrumental) | 6:41  |
| 6.           | Over and Out                           | 7:48  |
| Total längd: | Total längd:                           | 30:11 |

## Medverkande
Nine Inch Nails
- Trent Reznor – arrangemang, produktion, programmering, saxofon
- Atticus Ross – arrangemang, produktion, programmering